# Marathon de Vannes
 (novembre 2018).
Si vous disposez d'ouvrages ou d'articles de référence ou si vous connaissez des sites web de qualité traitant du thème abordé ici, merci de compléter l'article en donnant les références utiles à sa vérifiabilité et en les liant à la section « Notes et références ».
Le marathon de Vannes (42,195 km) est une compétition sportive de course à pied qui a lieu chaque 3e dimanche d'octobre, à Vannes, dans le Morbihan. En 2020, l'édition est annulée à cause du Covid-19. 

## Parcours
Après un départ aux remparts de Vannes, le parcours prend place sur plus de 20 kilomètres de sentiers côtiers et passe par l'île de Conleau, le centre historique et longe le port pour se terminer au stade de Kercado. Deux boucles sont nécessaires pour couvrir la distance. 

## Autres courses
Pour satisfaire aux exigences de tous les sportifs, le marathon de Vannes organise 3 autres épreuves :
- le 10KM Gwened Nocturne (10 km en semi-nocturne) le samedi soir ;
- le Duo de l'Hermine (ou marathon en relais à 2 - le premier relayeur parcourt 19 km, le second 23 km) ;
- le Marathon Relais Entreprises (ou marathon à 4 relayeurs qui effectuent des courses de 9 km - 10 km - 12 km -11 km)
- 20KM de Vannes, 1ère édition 2023

## Palmarès
| Édition | Date | Hommes                                              | Hommes                                              | Hommes                                              | Femmes                                              | Femmes                                              | Femmes                                              |
| ------- | ---- | --------------------------------------------------- | --------------------------------------------------- | --------------------------------------------------- | --------------------------------------------------- | --------------------------------------------------- | --------------------------------------------------- |
|         |      | Rang                                                | Athlète                                             | Temps                                               | Rang                                                | Athlète                                             | Temps                                               |
| 1re     | 2000 | 1er                                                 | Nourredine Sobhi                                    | 2 h 25 min 15 s                                     |                                                     | Annie Le Derrien                                    | 3 h 07 min 20 s                                     |
| 2e      | 2001 | 1er                                                 | Marc Vanderlinden                                   | 2 h 28 min 38 s                                     |                                                     | Frédérique Morel-Kermabon                           | 3 h 07 min 31 s                                     |
| 3e      | 2002 | 1er                                                 | Elhadi Moumou                                       | 2 h 27 min 07 s                                     |                                                     | Mariannick Hulain                                   | 3 h 11 min 21 s                                     |
| 4e      | 2003 | 1er                                                 | Sylvain Pacey                                       | 2 h 29 min 59 s                                     |                                                     | Mariannick Hulain                                   | 3 h 08 min 09 s                                     |
| 5e      | 2004 | 1er                                                 | Elhadi Moumou                                       | 2 h 30 min 30 s                                     |                                                     | Christine Le Bellego                                | 3 h 06 min 06 s                                     |
| 6e      | 2005 | 1er                                                 | Patrick Brelivet                                    | 2 h 30 min 07 s                                     |                                                     | Gwénola Joubel                                      | 3 h 04 min 09 s                                     |
| 7e      | 2006 | 1er                                                 | Yannick Djaoudi                                     | 2 h 30 min 16 s                                     |                                                     | Isabelle Ponza                                      | 3 h 02 min 27 s                                     |
| 8e      | 2007 | 1er                                                 | Olivier Le Guern                                    | 2 h 31 min 02 s                                     |                                                     | Anne Bertrand                                       | 2 h 59 min 14 s                                     |
| 9e      | 2008 | 1er                                                 | Jérôme Gilet                                        | 2 h 30 min 31 s                                     |                                                     | Anne Bertrand                                       | 2 h 58 min 23 s                                     |
| 10e     | 2009 | 1er                                                 | Antonio Rodrigues                                   | 2 h 35 min 11 s                                     |                                                     | Christelle Pennetier                                | 3 h 08 min 58 s                                     |
| 11e     | 2010 | 1er                                                 | Pascal Hays                                         | 2 h 33 min 50 s                                     |                                                     | Murielle Brionne                                    | 2 h 59 min 32 s                                     |
| 12e     | 2011 | 1er                                                 | Olivier Le Guern                                    | 2 h 34 min 04 s                                     |                                                     | Murielle Brionne                                    | 3 h 09 min 19 s                                     |
| 13e     | 2012 | 1er                                                 | Guylain Schmied                                     | 2 h 35 min 02 s                                     |                                                     | Nathalie Vasseur                                    | 2 h 51 min 46 s                                     |
| 14e     | 2013 | 1er                                                 | Thierry Foulhoux                                    | 2 h 37 min 25 s                                     |                                                     | Nathalie Vasseur                                    | 2 h 52 min 37 s                                     |
| 15e     | 2014 | 1er                                                 | Christian Dréan                                     | 2 h 36 min 19 s                                     |                                                     | Nathalie Vasseur                                    | 2 h 51 min 00 s                                     |
| 16e     | 2015 | 1er                                                 | Christian Dréan                                     | 2 h 31 min 24 s                                     |                                                     | Nathalie Vasseur                                    | 2 h 51 min 48 s                                     |
| 17e     | 2016 | 1er                                                 | Florian Le Vigouroux                                | 2 h 27 min 58 s                                     |                                                     | Nathalie Vasseur                                    | 2 h 56 min 11 s                                     |
| 18e     | 2017 | 1er                                                 | Benoît Holzerny                                     | 2 h 30 min 14 s                                     |                                                     | Gaëlle Salfray                                      | 3 h 04 min 20 s                                     |
| 19e     | 2018 | 1er                                                 | Mathieu Rotiel                                      | 2 h 33 min 59 s                                     |                                                     | Nathalie Vasseur                                    | 2 h 54 min 01 S                                     |
| 20e     | 2019 | 1er                                                 | Mathieu Rotiel                                      | 2 h 32 min 30 s                                     |                                                     | Nathalie Vasseur                                    | 2 h 57 min 48 s                                     |
| -       | 2020 | Course annulée en raison de la pandémie de Covid-19 | Course annulée en raison de la pandémie de Covid-19 | Course annulée en raison de la pandémie de Covid-19 | Course annulée en raison de la pandémie de Covid-19 | Course annulée en raison de la pandémie de Covid-19 | Course annulée en raison de la pandémie de Covid-19 |
| 21e     | 2021 | 1er                                                 | Alban Chorin                                        | 2 h 27 min 25 s                                     |                                                     | Céline Radigois                                     | 3 h 12 min 17 s                                     |
| 22e     | 2022 | 1er                                                 | Olivier Frémy                                       | 2 h 34 min 30 s                                     |                                                     | Nathalie Vasseur                                    | 3 h 02 min 15 s                                     |